# مایکل هاتچنس
مایکل کللند جان هاتچِنْس (به انگلیسی: Michael Kelland John Hutchence) (زادهٔ ۲۲ ژانویه ۱۹۶۰ - درگذشتهٔ ۲۲ نوامبر ۱۹۹۷) خواننده/ترانه‌سرای استرالیایی بود. او بیشتر به‌عنوان خوانندهٔ پیشین گروه راک اینِکْسِسْ شهرت دارد.

## زندگینامه
زمانی که هاتچِنس ۴ ساله بود خانواده‌اش به هنگ‌کنگ مهاجرت کردند. او در ۸ سالگی در آگهی تلویزیونی یک شرکت تولیدکنندهٔ اسباب‌بازی ظاهر شد. زمانی که هاتچِنس ۱۲ ساله بود خانواده‌اش به استرالیا بازگشتند. مدتی بعد در دبیرستان دیویدسن سیدنی مشغول به تحصیل شد و آنجا بود که برای اولین بار با اَندرو فِریس ملاقات کرد. در سال ۱۹۷۵ به‌همراه مادرش که به‌تازگی از پدر هاتچِنس طلاق گرفته بود به آمریکا رفت اما پس از ۱ سال به سیدنی بازگشت و با فِریس ایدهٔ تشکیل یک گروه موسیقی را مطرح کرد. در سال ۱۹۷۷ هاتچِنس به‌همراه گری بیرز، کرک پِنجیلی و برادران فِریس گروه اینِکسِس را پایه‌گذاری کردند که در اواخر دههٔ ۱۹۸۰ میلادی به شهرت جهانی رسید.
در ۲۲ نوامبر ۱۹۹۷ جسد هاتچِنس درحالی‌که حلق‌آویز شده بود در اتاق شمارهٔ ۵۲۴ هتل ریتز-کارلتون سیدنی یافت شد. طبق گزارش پلیس، او خود را با کمربندش دار زده بوده و بر اثر تقلا در زمان جان دادن و شکستن سَگَک کمربند، جنازهٔ او کف اتاق افتاده بوده‌است.
تنها فرزند او به‌نام «تایگر لیلی» که حاصل رابطهٔ عاشقانهٔ کوتاه‌مدتِ هاتچِنس با پائولا یِتْس (نویسنده و مجری تلویزیونی) بود در ۲۲ ژوئیهٔ ۱۹۹۶ به‌دنیا آمد. در سال ۲۰۰۰ و در پی مرگ یِتْس بر اثر اوردوز هروئین، باب گِلداف سرپرستی تایگر لیلی را برعهده‌گرفت.
در سال ۱۹۹۹ اولین و تنها آلبوم آثار گردآوری‌شدهٔ شخصی هاتچِنس با نام خودش منتشر شد.